# Лбов, Александр Александрович
Александр Александрович Лбов (24.04.1925 — не ранее 2004) — советский и российский учёный, доктор технических наук (1970), лауреат Сталинской и Государственной премий. Член КПСС в 1963—1991 гг.
Родился в Москве. В 1942 г. поступил в МВТУ им. Баумана.
В 1943 г. (13 января) призван в Армию и направлен в Тамбовское артиллерийское училище, в августе 1944 г. переведен в Ленинградское артиллерийско-техническое училище зенитной артиллерии. По окончании училища направлен в действующую армию (Южный фронт), проходил службу в звании младшего техника-лейтенанта (6 корпус противовоздушной обороны).
Демобилизован 28.12.1945 после лечения в госпитале. Поступил в Московский механический институт, который окончил с отличием в 1950 г. с квалификацией инженера-физика.
Около года работал старшим научным сотрудником НИИ цветных металлов Министерства металлургической промышленности СССР. В это время написал статью «Применение радиоактивных изотопов», которая имела большое научное значение.
В апреле 1951 г. направлен на работу в КБ-11 в качестве инженера отдела ядерной физики, с 1952 г. старший инженер.
За проведение радиохимических анализов, включая продукты атомного взрыва, присуждена Сталинская премия (Сталинские премии по Постановлению СМ СССР № 3044-1304сс от 31 декабря 1953 года).
В 1957 г. назначен руководителем группы. В 1958 г. защитил диссертацию на соискание учёной степени кандидата физико — математических наук . В 1959 г. присвоено звание старшего научного сотрудника. С того же времени — заведующий лабораторий. С 1963 г. заместитель начальника отдела по научным вопросам.
С 1964 г. читал курс лекций по ядерной физике на вечернем отделении МИФИ—4 (Саровский филиал МИФИ).
В 1970 г. защитил докторскую диссертацию.
С октября 1984 года старший научный сотрудник ЦНИИ информации и исследований по атомной науке и технике.
Автор 138 научных работ и 7 изобретений.
Лауреат Государственной премии СССР 1985 года.
Награждён орденами Трудового Красного Знамени, «Знак Почёта» (11.09.1956), Отечественной войны II степени (1985), медалями.
Сочинения:
- Зысин Ю. А., Лбов А. А., и др. Выходы продуктов деления и их распределение по массам. Справочник. 1963. 120 с.
- Основные характеристики изотопов тяжелых элементов [Текст] : Справочник / В. М. Горбачев, Ю. С. Замятнин, А. А. Лбов. — 2-е изд. — Москва : Атомиздат, 1975. — 207 с. : ил.; 26 см.
- Взаимодействие излучений с ядрами тяжелых элементов и деление ядер [Текст] : Справочник / В. М. Горбачев, Ю. С. Замятнин, А. А. Лбов. — Москва : Атомиздат, 1976. — 462 с. : граф.; 27 см.
- Справочник нуклидов / Т. В. Голашвили, В. П. Чечев, А. А. Лбов; [Радиевый ин-т им. В. Г. Хлопина, Центр. науч.-исслед. ин-т упр., экономики и информ. Минатома России]. — Москва : ЦНИИатоминформ, 1995. — 439 с.; 22 см.
- Голашвили, Т. В.; Чечев, В. П.; Лбов, А. А.; Куприянов, В. М.; Демидов, А. П.; Михайлов, В. Н. Справочник нуклидов-2 = Nuclide guide-2 / Т. В. Голашвили [и др.]; ред. В. Н. Михайлов. — 2-е изд., доп. и перераб. — М. : ЦНИИатоминформ, 2002. — 347 с. : табл. — ISBN 5-87911-077-X .
- А. А. Лбов «Применение радиоактивных изотопов для изучения диффузии в твёрдых телах» УФН 42 409—432 (1950)